# On Wenlock Edge
On Wenlock Edge is een liederencyclus gecomponeerd door Ralph Vaughan Williams op gedichten van A.E. Housman.
Vaughan Williams was niet geheel tevreden met zijn stijl van componeren en reisde af naar Frankrijk om enige maanden op te trekken met Maurice Ravel. De liederen zijn waarschijnlijk eerst afzonderlijk gecomponeerd en pas later gebundeld. Clun, het laatste lied, is gedateerd 1906, Is my team ploughing 1908. De teksten zijn afkomstig van de in totaal 63 gedichten van Housmans A Shropshire Lad uit 1896. Ravel constateerde dat zijn invloed beperkt was; Vaughan Williams hield het op een Franse koorts als omschrijving van de invloed van Ravel. In de vroege jaren '20 maakte Vaughan Williams een orkestratie van de liederencyclus.

## Liederen
1. On Wenlock Edge (allegro moderato)
2. From far, from eve and morning (andantino)
3. Is my team ploughing (andante sostenuto ma non troppo lento
4. Oh, when I was in love with you (allegretto)
5. Bredon Hill (moderato tranquillo)
6. Clun (andante tranquillo)

## Instrumentatie
- tenor
- piano
- strijkkwartet (2 violen, altviool, cello).

De eerste uitvoering kwam in 15 november 1909 met Gervaese Elwes als zanger.

## Discografie (selectie)
- Chandos: Mark Padmore en het Schubert Ensemble (bron)
- EMI: Ian Partridge
- Naxos: Anthony Rolfe Johnson
- EMI: Robert Tear, leden van het City of Birmingham Symphony Orchestra
- EMI: Ian Bostridge, London Philharmonic Orchestra, Bernard Haitink (orkestversie)